# Fuhrmann-Kreis

Fuhrmann-Kreis mit Fuhrmann-Dreieck (rot),
Nagel-Punkt und Höhenschnittpunkt

Der Fuhrmann-Kreis, benannt nach Wilhelm Fuhrmann (1833–1904), ist ein spezieller Kreis am Dreieck. Für ein gegebenes Dreieck mit Nagel-Punkt {\displaystyle N}  und Höhenschnittpunkt {\displaystyle H}  kann man den Fuhrmann-Kreis als denjenigen Kreis definieren, der die Strecke {\displaystyle NH} als Durchmesser besitzt. Der so definierte Kreis ist identisch mit dem Umkreis des zum gegebenen Dreieck gehörenden Fuhrmann-Dreiecks.
Der Radius des Fuhrmann-Kreises {\displaystyle R_{F}} entspricht dem Abstand der Mittelpunkte von Inkreis und Umkreis des gegebenen Dreiecks. Mit dem Satz von Euler ergibt sich hiermit:
{\displaystyle R_{F}={\sqrt {R(R-2r)}}}
Hierbei bezeichnet {\displaystyle R} den Radius des Umkreises und {\displaystyle r} den Radius des Inkreises.
Der Fuhrmann-Kreis schneidet die Höhen des Dreiecks neben dem gemeinsamen Höhenschnittpunkt {\displaystyle H} jeweils in einem weiteren Punkt. Jeder dieser Punkte besitzt den Abstand {\displaystyle 2r} vom zugehörigen Eckpunkt (siehe Zeichnung). Da der Fuhrmann-Kreis mit diesen drei Punkten zusammen mit dem Nagel-Punkt, dem Höhenschnittpunkt und den Eckpunkten des Fuhrmann-Dreiecks insgesamt acht besondere Punkte besitzt, wird er manchmal auch als Acht-Punkte-Kreis bezeichnet.